# New York Times Co. v. United States
New York Times Co. v. United States, 403 U.S. 713 (1971), est une décision de la Cour suprême des États-Unis sur le premier amendement de la Constitution des États-Unis qui a fait date. Le jugement autorise les journaux The New York Times et The Washington Post à publier les Pentagon Papers, alors classés secret, sans craindre d'être censurés ou punis par le gouvernement fédéral des États-Unis.
Le président des États-Unis Richard Nixon avait appliqué son autorité exécutive pour reporter la publication par le New York Times des documents classés secret en possession du journal. La cour a examiné la priorité de la liberté de presse, garantie par le premier amendement, sur l'exigence du secret réclamée par la branche exécutive du gouvernement. La Cour suprême a statué que le premier amendement protège le droit du New York Times de publier le matériel en sa possession.

## Histoire
En 1971, les États-Unis sont engagés dans la guerre du Viêt nam depuis six ans. À ce moment, l'Armée américaine compte 59 000 morts dans ses rangs et le gouvernement fédéral américain est continuellement critiqué par une grande partie de la population américaine. En 1967, le secrétaire à la Défense, Robert S. McNamara, commande « une histoire massive et secret défense du rôle des États-Unis en Indochine ». Daniel Ellsberg, qui a participé à l'élaboration du rapport, fuite 43 des 47 volumes rédigés, environ 7 000 pages, au journaliste Neil Sheehan du New York Times en mars 1971. Par la suite, le journal commence à publier des articles sur les constats du rapport.

### Exigence de non-publication
Le premier article exposant des parties de ce qui sera appelé « Pentagon Papers » paraît dans l'édition dominicale du New York Times, le 13 juin 1971. Le mardi suivant, le journal reçoit l'ordre de cesser les publications à ce sujet d'un juge d'une cour de district des États-Unis, à la demande de l'administration fédérale. Le gouvernement fédéral américain affirme en effet que l'exposition provoquerait une « marque irréparable aux intérêts de la défense des États-Unis » et souhaite « enjoindre The New York Times et The Washington Post de ne plus publier les contenus d'une étude classifiée intitulée History of U.S. Decision-Making Process on the Vietnam Policy »,.
Le gouvernement recherche une ordonnance restrictive qui interdirait au New York Times de publier d'autres articles qui étudieraient les contenus des Pentagon Papers. En plus de la société The New York Times Company, le département de la Justice des États-Unis somme plusieurs personnes physiques, dont le président, plusieurs vice-présidents, des éditorialistes et des journalistes.

### Citations originales
1. ↑  (en) « massive top-secret history of the United States role in Indochina »
2. ↑  (en) « irreparable injury to the defense interests of the United States »
3. ↑  (en) « enjoin The New York Times and The Washington Post from publishing the contents of a classified study entitled History of U.S. Decision-Making Process on the  Vietnam Policy »